# 歡迎光臨自助洗衣店
《歡迎光臨自助洗衣店》，又譯《湊氏商務自助洗衣店》是日本BL漫畫，負責原作，負責作畫，由2019年12月6日起於漫畫網站上連載。2022年3月21日，宣佈獲改編為真人電視劇。同年7月7日（6日深夜）至9月22日（21日深夜）於東京電視台「電視劇Paravi」時段中播出。由草川拓彌主演。第二季於2023年7月6日（5日深夜）至9月21日（20日深夜）於同電視台播出。

## 電視劇
日本Paravi在6月29日21:00（UTC+9）起網絡獨家先行播放，香港同日由myTV SUPER緊貼上架，台灣同日由friDay影音獨家跟播。

### 演員列表
- 湊晃：草川拓彌（超特急）
- 香月慎太郎：西垣匠
- 英明日香：奧智哉
- 香月櫻子：豐嶋花
- 佐久間柊：稻葉友
- 佐久間孝之：福士誠治
- 町田咲：井上小百合

## 外部連結
- 漫畫連載網站（日語）
  - 漫畫的X（前Twitter）
- 電視劇官方網站（日語）
- 電視劇Season2官方網站（日語）
  - 電視劇的X（前Twitter）
  - 電視劇的Instagram帳戶
  - 電視劇的TikTok
- 互联网电影数据库（IMDb）上《歡迎光臨自助洗衣店》的资料（英文）